# 주향제압

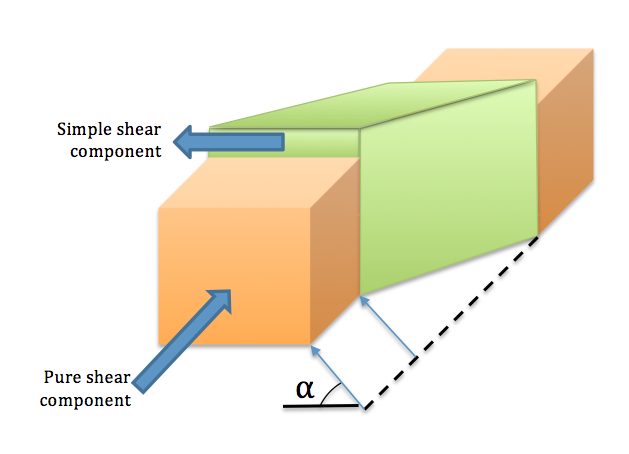
주향제압의 모식도를 보여주는 그림. 서로 어긋나게 주향이동을 하는 영역이 양 사이에 낀 암반을 누르면서 압축하는 주향제압이 일어난다. 이와 동시에 양쪽에서 압축하는 힘을 이기지 못한 가운데 암반이 위로 튀어나오는 수직 방향 융기도 보여준다.

주향제압(Transpression)은 지질학에서 단층면에 수직으로 압축되는 요소가 동시에 발생해 단순한 전단성 움직임을 보이지 않는 일종의 주향이동단층이다. 주향제압은 사교성(수직과 수평 운동이 동시에 있는) 전단활동을 보여준다. 일반적으로 변형하는 물체가 순수하게 100% 압축되거나 100% 주향이동만 할 가능성은 매우 낮다. 압축과 주향이동의 상대적인 양은 0도(이상적인 주향이동단층)에서부터 90도(이상적인 수직 수렴 상태)에 이르는 수렴각도 알파로 정의할 수 있다. 압축 도중 물질에 손실이 발생하지 않는 한 주향제압은 지각이 수직으로 두꺼워지는 현상을 일으킨다. 판 경계를 향해 지역적인 규모로 발생하는 주향제압은 비스듬한 각도의 수렴을 일으키는 것이 특징이다. 더욱 국지적으로는 주향이동단층대의 주향제압 현상은 단층대 내 굴곡진 곳에서 발생한다.

## 주향제압 구조
주향제압이 일어나는 전단대는 축 방향 압축과 평행 방향 전단이 서로 연관되어 이어진 것이 특징이다. 주향제압이 보이는 일반적인 특징으로는 전위 엽상 구조, 선리 구조, 스타일로라이트, 벽개, 역단층 등이 있다. 순수 전단 운동이 우세한 주향제압에서는 일반적으로 가파른 선리를 보여주며 단순 전단 우세 단층은 수평선리가 나타난다. 또한 수직이 아닌 전단 단층은 단층 경계의 경사선과 평행한 전단요소가 보인다. 이 영역에서 선리는 수평과 수직 사이 특정한 각도로 나타난다. 이 영역에서 모든 구조요소가 제시하는 전체적인 지질학적 요소가 실제 변위 경계를 확인하는 데 사용한다.

## 구속대

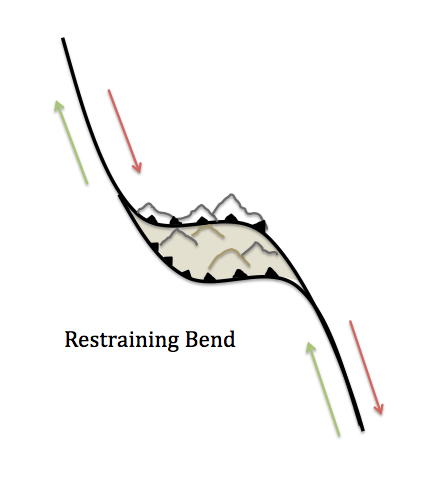
주향이동단층을 따라 있는 대/분절에 수축이중단층이 발달한다.

단층대(fault bend) 혹은 단층분절(fault stepover)은 단층의 개별 분절이 서로 겹쳐서 연결될 때 발생하는 지질 구조이다. 주향이동단층에서 형성되는 구조의 유형은 계단식 단층이 얼마나 미끄러지냐에 따라 달라진다. 좌수향 단층이 오른쪽으로 기울어지거나, 우수향 단층이 왼쪽으로 기울어지면 구속대(restraining bend)가 형성된다. 지질학자들은 구속대를 분리대, 좌향대(left bend)라고 부르기도 한다. 이런 단층은 지형이 융기되고 지각이 수렴하며 결정질 기반암이 보여진다. 매우 침식된 노출노두나 지표면의 지구물리학적 조사를 통해 볼 수 있듯이 구속대 지역은 일반적으로 융기되는 환형 운동이 일어났다.

## 주향제압이 발생하는 주요 지역
- 알타이산맥 (서몽골 및 남시베리아, 러시아 지역)[3]
- 알류샨 해구 서부 섭입대[4]
- 고비 알타이 (몽골)[5]
- 샌앤드레이어스 단층의 대단층대(Big Bend, 미국 캘리포니아주)[6]
- 뉴질랜드의 알파인 단층[7]
- 갈레흐-도즈 심성암대 (이란)[8]

## 같이 보기
- 주향 이동 구조
- 구조지질학
- 주향압장 (Transtension)